# Flutoprazepam
Il flutoprazepam (venduto sotto il nome commerciale di Restas) è uno psicofarmaco appartenente alla categoria delle benzodiazepine brevettato per la prima volta in Giappone nel 1972. Può essere somministrato sia per via orale che per via endovenosa.

## Usi medici
Grazie alle sue proprietà, il flutoprazepam, può essere utilizzato per combattere l'insonnia grave, ma anche per combattere l'ulcera gastrica.

## Proprietà farmacologiche
Le sue proprietà miorilassanti sono analoghe a quelle del diazepam, tuttavia, il farmaco possiede effetti sedativi, ipnotici, ansiolitici e anticonvulsivanti più potenti. Ha un'azione più lunga del diazepam grazie ai suoi metaboliti attivi a lunga durata d'azione, i quali contribuiscono in maniera significativa ai suoi effetti.